# José Félix Ganoza y Orbegoso
José Félix Ganoza y Orbegoso (Trujillo, 	16 de junio de 1809-Trujillo, ?) fue un político peruano. Hijo de Mariano Ganoza Cañas y de doña Mariana de Orbegoso y Moncada, hermana del expresidente del Perú Luis José de Orbegoso y Moncada. Fue el propietario de la Casa Ganoza ubicada en la Plaza de Armas de Trujillo. Se casó con Tomasa Cavero Muñoz con quien tuvo once hijos en total. Esta familia, junto con la de su hermano Juan Esteban eran consideradas el grupo familiar más notable del Trujillo post-independentista.
Fue alcalde de Trujillo en 1864. estaba empeñado en el año 1868 en el intento de adjudicarse un escaño senatorial, era Presidente de la mesa provisional, fue elegido para formar parte de la mesa permanente de la parroquia, luego fue designado como elector de segundo grado, representante por Trujillo en el ámbito del Colegio Electoral Provincial, formó parte de la mesa provisional, de la califica-dora y de la permanente de la provincia y por último fue elegido senador.
Fue senador de la república por el departamento de La Libertad en 1868, 1870 y 1872.

## Descendencia
De su matrimonio con Tomasa Cavero Muñoz y Cabero Tagle descienden su hijo Agustín Ganoza y Cavero y su nieto Eduardo Ganoza y Ganoza, así como Alberto Benavides Ganoza y el empresario minero Roque Benavides Ganoza.